# Грузія
Гру́зія (також Сакартвело, груз. საქართველო МФА: [sɑkʰɑrtʰvɛlɔ]) — держава в Східній Європі, на південно-східному узбережжі Чорного моря. Розташована на перехресті Європи й Азії. Має спільні кордони з такими країнами: на півночі — Росія, на півдні — Туреччина і Вірменія, на сході — Азербайджан. Грузія є членом Ради Європи, Євроконтролю, Організації з безпеки і співробітництва в Європі, і Організації за демократію та економічний розвиток.
Столиця й найбільше місто — Тбілісі. Грузія займає територію 69 700 км² (26 911 квадратних миль), її населення складає майже 4 млн осіб. Грузія є унітарною, напівпрезидентською республікою, з урядом, обраним за принципом представницької демократії.
У класичну епоху на території сучасної Грузії з'явилося кілька незалежних царств. Царства Колхиди й Іберії прийняли християнство на початку IV століття, що зробило раніше домінуючі язичництво, зороастризм і мітраїзм маргінальними течіями. Об'єднане королівство Грузії досягло піку своєї політичної й економічної потужності під час правління царя Давида IV і цариці Тамари в XI—XII століттях. Після цього країна опинилася під владою різних великих імперій упродовж століть. Наприкінці XVIII століття Картлі-Кахетинське царство уклало союз з Російською імперією, й область була приєднана до Росії в 1801 році. Право останньої над Грузією підтверджено в 1813 році Ґюлістанським мирним договором. Після короткого періоду незалежності, що настав після Російської революції 1917 р., Грузія була захоплена РРФСР у 1921 році, ставши частиною Радянського Союзу, спочатку як частина Закавказької Соціалістичної Федеративної Радянської Республіки, а з 1936 року — як окрема Грузинська Радянська Соціалістична Республіка. Після здобуття незалежності в 1991 році посткомуністична Грузія постраждала від цивільних заворушень та економічної кризи 1990-х. Загалом це продовжувалося до трояндової революції 2003 р., після чого новий уряд розпочав демократичні та економічні реформи.
Після війни в Грузії в 2008 році, два регіони — Абхазія й Південна Осетія проголосили свою незалежність та отримали обмежене міжнародне визнання. Грузія і більша частина міжнародного співтовариства розглядають ці регіони, як частину території Грузії, що перебувають під російською військовою окупацією (закон Грузії).

## Походження назви
Міністерство закордонних справ Грузії висловило прохання до всіх країн світу називати їхню державу — Джорджією (Georgia), на англійський манір або Сакартвело, як звучить назва держави грузинською. У травні 2018 року в Литві Державна комісія з литовської мови ухвалила альтернативну назву держави, що вживатиметься в литовській мові, зокрема й у офіційних документах — Сакартвело. 21 грудня 2020 року Державна комісія з литовської мови встановила офіційну назву держави Грузія — Sakartvelas. Назва Грузія залишиться в публічному просторі.
Український поет Юрій Дараган, який був сином грузинки, виступав за зміну української назви Грузії на «Картвелія».

## Природа
Територія Грузії характеризується надзвичайною різноманітністю природи. Приналежність Грузії до рухомого альпійського поясу земної кори зумовила на невеликій площі різку зміну інтенсивних неотектонічних височин та низин. Цими рухами створено контрастний рельєф країни і зрештою її різноманітні ландшафти з безліччю типів клімату, гідрології, ґрунтового покриву, рослинності і тваринного світу. Істотну роль у формуванні такого різноманіття природи відіграє також прикордонне положення на рубежі напіввологого Середземномор'я, аридної безстічної Арало-каспійської западини й континентальних Передньозіатських нагір'їв.

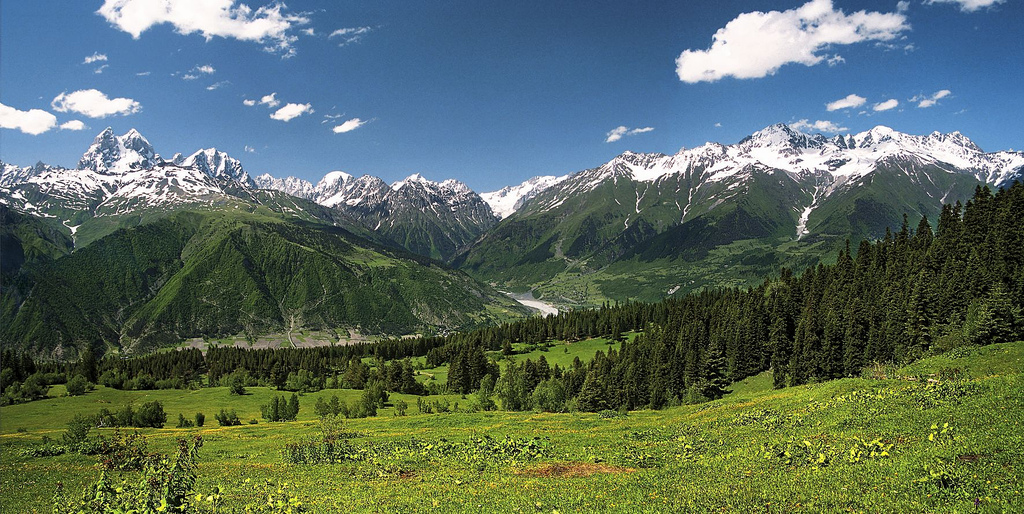
Сванетія

Берегова лінія Чорного моря (308 км) відрізняється рівними рисами. Описуючи плавну дугу, берег позбавлений значних заток і півостровів.

### Географія

#### Рельєф

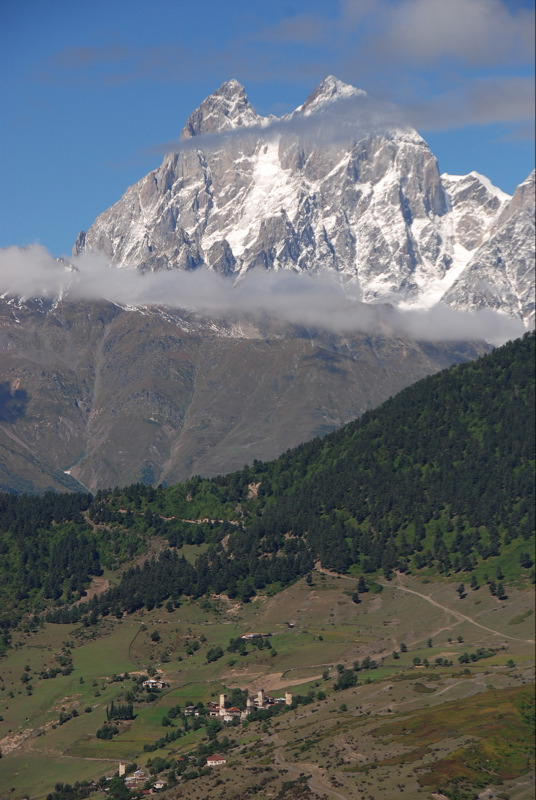
Ушба, Кавказькі гори

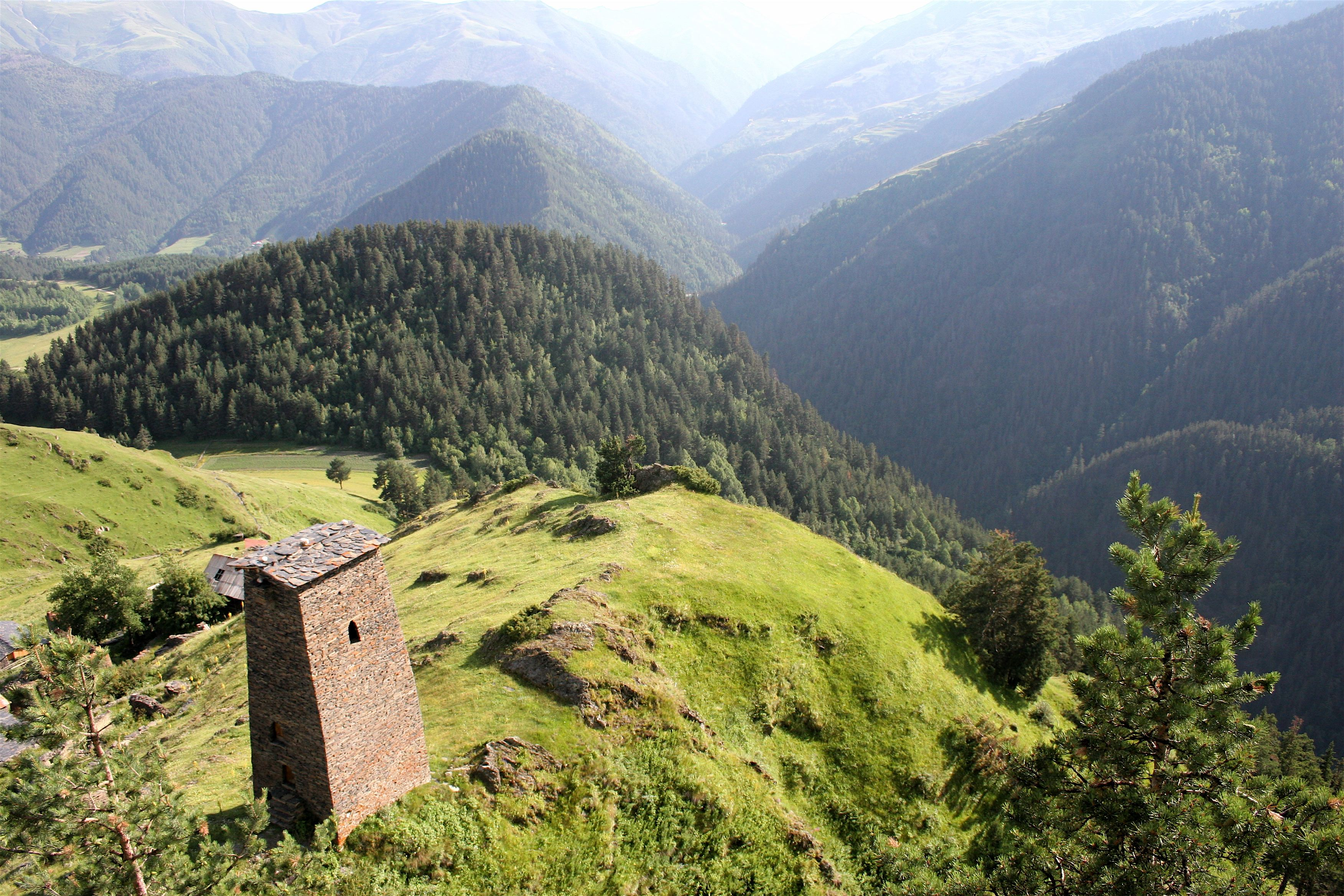
Тушеті

Близько 87 % території Грузії займають гори й передгір'я Кавказу, 13 % — низини і рівнини (Колхидська та Алазанська низини, Картлійська низовина). Найвищі точки Грузії — гора Шхара (5068 м) та гора Казбеґі (5033 м). Крайній південь Грузії зайнятий Південно-Грузинським вулканічним нагір'ям.

#### Клімат
На заході країни клімат субтропічний, на сході — перехідний від субтропічного до помірного. Середні температури січня від +3 (Колхіда) до −2 (Іверійськая западина), серпня від +23 до +26 °C. У Західній Грузії, зверненій до Чорного моря, випадає від 1000 до 2800 мм. (у горах) опадів на рік, у Східній Грузії 300—600 мм.

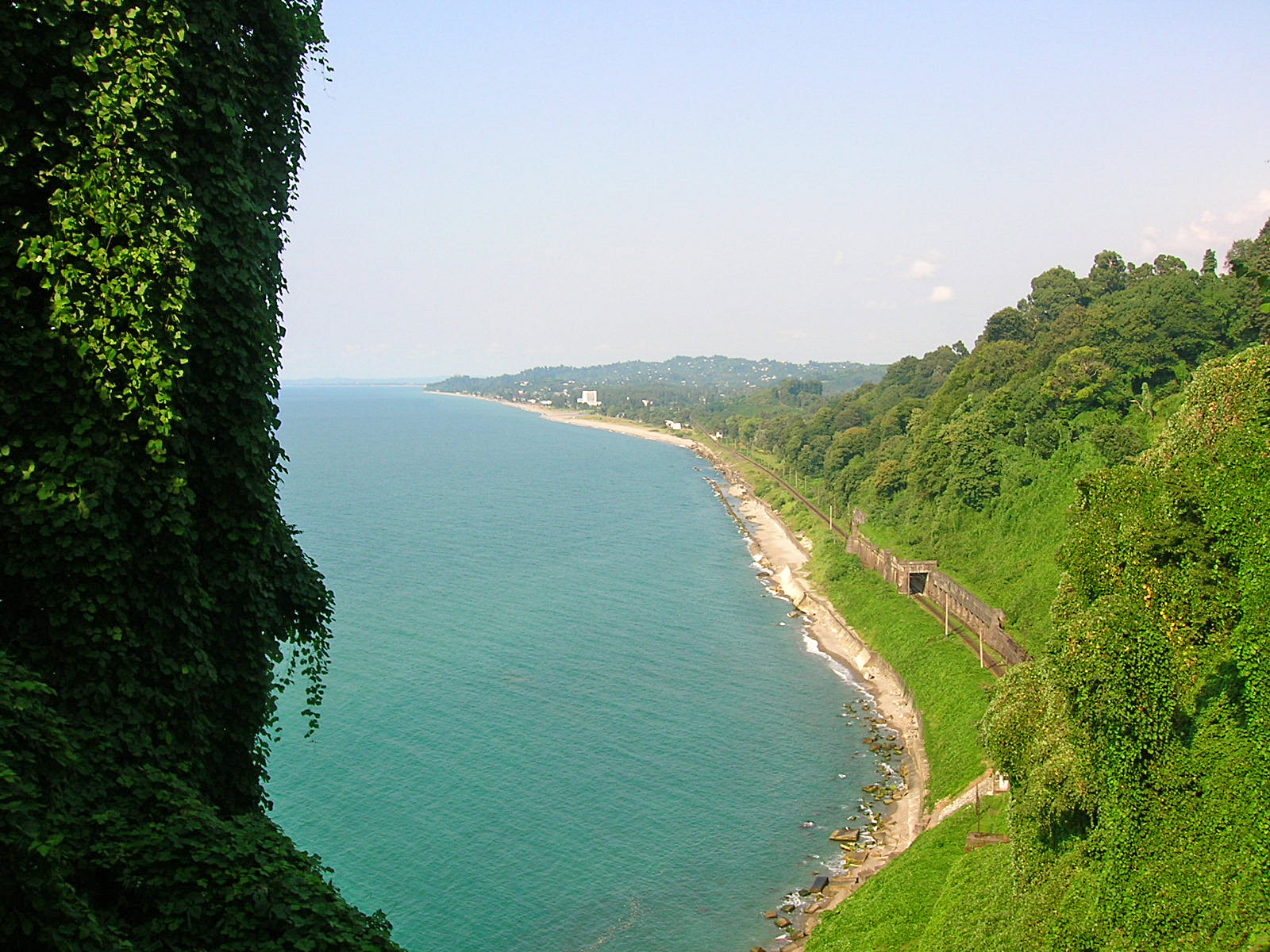
Чорне море у Батумі

У західних районах, біля Чорного моря, літо — вологе і тепле, клімат субтропічний. У східних районах Грузії клімат формується під впливом континентальної повітряної маси. На рівнинах літо більш тривале та спекотне. Погода в горах мінлива. Раптові похолодання супроводжуються сильними снігопадами, зливами, градом і фенами (сильними вітрами, що дують з гір в долини).

#### Заледеніння
Сучасне заледеніння Грузії зосереджене в осьовій смузі Великого Кавказу і носить переважно гірсько-долинний характер. Всього нараховується 786 льодовиків загальною площею 556 км². Найбільші льодовики розташовані в Сванетії (Лекзірі, Цанері, Твібері, Чалааті, Адіши) і Раче (Зонхито, Киртішо тощо). Нижче за всіх (до 1900 м) спускаються льодовики Лекзірі і Чалааті.

#### Природні райони
Для високогірної області Великого Кавказу характерні гірсько-лісові, гірсько-лугові і нівальні пояси. Західний і Центральний Кавказ відрізняється від Східного Кавказу вологішим кліматом і зниженим нівальним поясом, суцільним розповсюдженням льодовиків, наявністю темнохвойних лісів. Для Центрального і Східного Кавказу характерні молоді вулканічні споруди. Східному Кавказу на його північному схилі властиві соснові ліси.
Рівнинно-горбиста волога субтропічна область Колхиди. Рівнинно-горбиста лісостепова область Іберії складається з Внутрішньокартлійської, Нижньокартлійської і Алазанської міжгірських рівнин і Іорського плоскогір'я. Сухий в порівнянні із Західною Грузією клімат обумовлює майже безлісий (лісостеповий і степовий) характер ландшафту. Ліси збереглися уздовж деяких річок (тугайні ліси уздовж річок Іорі, Алазані, Кура та інши) і на схилах найбільш високих хребтів (Сагурамський та інші).
Середньогірська область Малого Кавказу, з гірсько-лісовими і переривистим гірсько-луговим поясами, складається з районів, які рясно зволожуються, з широко розвиненими темно-хвойними лісами і елементами колхидської флори (Шавшетський і Месхетський хребти, Аджарська улоговина, західна частина північного схилу Тріалетського хребта) і районів менш вологих (Ахалцихська улоговина, решта частини Тріалетського хребта, Среднехрамський гірський вузол і Локський хребет). Нагірна степова і лугова область Південної Грузії складається з районів з альпійським ландшафтом (Самсарський, Джавахетський, Ерушетський хребти) і нагірно-степових плато (Лхалкалакське, Гомаретське, Дманісське).

### Внутрішні води
Природним умовам Грузії значну своєрідність додає наявність великої кількості річок і озер — близько 25 000. У Західній Грузії найбільша густина річкової мережі. До Каспійського басейну належить Кура зі своїми великими притоками Арагві, Іорі, Алазані, Діді-Ліахві, Храмі; річки Чорноморського басейну — Ріоні, Інгурі, Кеда, Бзибь. Всі річки повноводні і мають в своєму розпорядженні значні запаси гідроенергії. Багато хто з них використовується для енергетичних і іригаційних цілей. Потенціал гідроенергетичних ресурсів країни становить 60 млрд кВт/г, а повний теоретичний потенціал всіх річок перевищує 100 млрд кВт/г, в той час як для власних енергетичних потреб Грузії достатньо і 25 млрд. Проте практично використовується незначна частина цих ресурсів — менше 10 %.

### Ґрунти
Ґрунти Грузії носять різноманітний, строкатий до мозаїчності характер, обумовлений різноманіттям ґрунтоутворювальних чинників. Червоноземні ґрунти, близькі до тропічних латеритних, поширені в горбистій смузі Західної Грузії — особливо в Аджарії і Гурії і в основному є реліктом ґрунтоутворення геологічного минулого. Там само поширені жовтоземи, чорноземи, каштанові, коричневі і сіро-коричневі ґрунти властиві східній частині міжгірської депресії. Крім того, чорноземи розвинені на платоподібних частинах Південно-грузинського нагір'я. У горах під лісом сформовані бурі лісові ґрунти, у вапнякових районах перехідні в перегнійно-карбонатні, а під альпійською рослинністю — в гірсько-лучні ґрунти. Болотяні і субтропічні підзолисті ґрунти утворюють великі масиви в Колхидській низовині. В гірській місцевості можуть спостерігатися зсуви ґрунту, які інколи спричиняють чисельні людські жертви.

### Геологія
Територія Грузії представлена фрагментами головних геотектонічних одиниць Кавказу: герцинськоальпійська складчаста система Великого Кавказу на півночі, Закавказький серединний масив і дугоподібний мегантиклінорій Малого Кавказу на півдні. На контакті геосинкліналі Великого Кавказу з Закавказьким серединним масивом і на самому масиві у відособлених лагунно-дельтових басейнах в батську добу формувалися вугленосні товщі Бзибського, Ткварчельського, Маганського, Гелатського, Ткібульського та Шаорського кам'яновугільних родовищ.
Закавказький серединний масив розділений глибинними розломами, що зумовлюють його мозаїчну будову. У субплатформних структурах мезокайнозойського осадового чохла важлива роль належить депресіям, складеним марганценосною піщано-сіліцитовою формацією олігоцену. До Курінської і Колхідської міжгірних западин прив'язані нафтогазоносні структури Колхідського, Гурійського, Картлійського, Притбіліського і Кахетинського районів.

#### Сейсмічність
Для території Грузії характерна наявність сейсмічно активних глибинних структур — міжзональних, внутрішньозональних та трансзональних. Вогнища більшості землетрусів розташовані на глибині 10—25 км (рідко — 30—35 км).
Загальне сейсмічне тло країни — 7-бальне. На ньому виділяються три 8-бальні зони: Джавахетська, Гегечкірсько-Чхалтинська (Мегрельсько-Абхазька) та Казбегі-Лагодехська. Найбільш сейсмічно активні ділянки розташовані на Джавахетському нагір'ї та південному схилі Головного Кавказького хребта.

#### Корисні копалини
Тривалий поліциклічний геологічний розвиток обумовив утворення на території Грузії великої кількості родовищ і рудопроявів різноманітних видів мінеральної сировини. Це паливно-енергетичні ресурси (нафта, газ, вугілля), марганець, арсен; кольорові і благородні метали (мідь, свинець, цинк, золото, срібло та інші); гірничо-хімічна сировина (барит, кальцит, бентонітові глини, тальк, андезит, базальт та інші); нерудна сировина для металургії (смолодоломіти, доломіт, флюсові вапняки, формівні піски); керамічна і порцелянова сировина (каолін, глини, трахіти, ріоліти, пегматити); кольорові камені (агат, онікс, гагат, яшма та інші), діатоміт, перліт, ріоліт; різноманітні будівельні матеріали (цементна сировина, шлак, мармур, туф, базальт, граніт, глини, піски, гравій, вапняки), а також літографський камінь, що використовується у виробництві штучних алмазів; агрономічні викопні корисні копалини (сапропель, торф); підземні води (прісні, термальні і мінеральні) і деякі інші. Найважливіші корисні копалини Грузії — марганцеві, мідні, арсенові, свинцеві і цинкові руди, руди рідкісних і дорогоцінних металів, нафта, вугілля, барит, діатоміт, бентонітові глини, доломіт, тальк, а також мінеральні і термальні води. Запаси вугілля, нафти і природного газу незначні. Сумарна вартість розвіданих запасів корисних копалин становить понад 50 млрд дол. США. Геологічні мінеральні резерви Грузії оцінюють в 100 млрд дол. США.

### Флора і фауна

#### Флора
Рослинність в Грузії надзвичайно багата і різноманітна. За підрахунками ботаніків, кількість видів квіткових рослин — понад 4500. Тут спостерігаються реліктові і характерні для даної місцевості рослини (понтійський і кавказький рододендрон, самшит, хурма та інші).

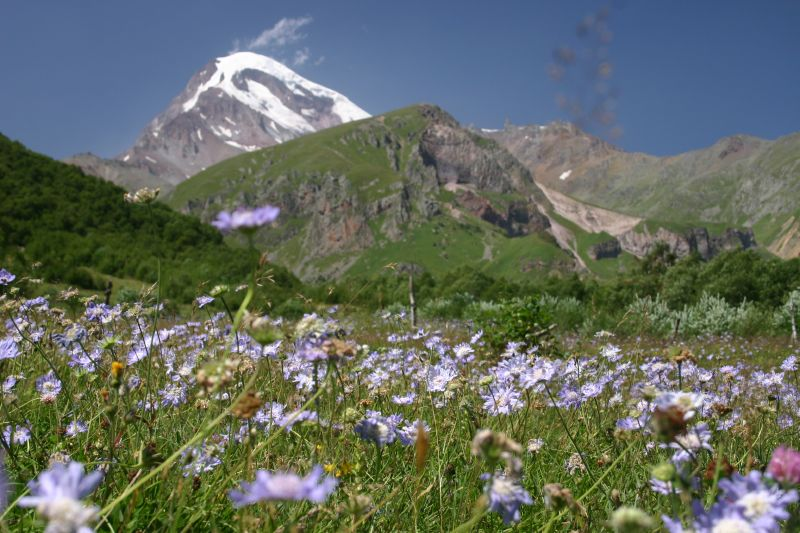
Гірські квіти у Казбегі

Ліси займають понад третину території. Раніше лісом була покрита вся Колхидська низовина і велика частина Іберійської западини. Зараз рівнинні ліси Колхиди і Алазанської долини майже усюди витіснені культурними насадженнями. Серед дерев найпоширеніші широколистяні (дуб, граб, каштан, бук) і хвойні (ялиця, ялина, сосна). Обширні альпійські луги тягнуться від верхньої межі лісу до 2800-3500 м. Степи в основному витіснені культурними насадженнями.
Серед специфічних ландшафтних зон Грузії відзначають колхідські широколистяні ліанові ліси з вічнозеленими деревами і чагарниками, а також лісові масиви з піцундської сосни біля Піцунди, кавказької сосни в Боржомській ущелині, ельдарської сосни в Східній Грузії. Близько 200 000 гектар Колхідської низовини займають болота.

#### Фауна
Тваринний світ Грузії характеризується різноманітністю. Він представлений більше 100 видами ссавців, 330 видами птахів і 160 видами риб. Багато представників фауни є ендеміками або напівендеміками, наприклад, ящірка артвінська і тур кубанський (роги якого в Грузії використовуються як судини для вина).

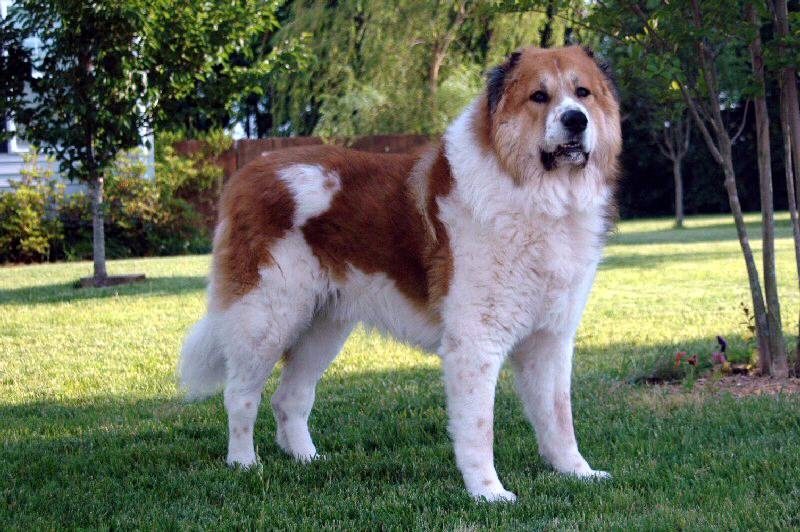
Кавказький вівчар

Вельми своєрідна фауна степів Східної Грузії. До недавнього часу там зустрічався джейран, що зберігся лише в окремих місцевостях Ширакського степу. У Гардабанському степу і Алазанській долині зустрічається смугаста гієна. З інших хижаків можна відзначити лисицю, шакала, очеретяного кота. У тваринницьких районах поширені вовки. Для степів типові гризуни: тушканчики, полівки, хом'яки. Серед птахів звичайні польовий горобець, сіра куріпка, перепел, степовий орел. Характерна велика кількість ящірок і черепах, а також змій (вуж звичайний і водяний, удав західний, полоз жовточеревий). У Ельдарському та Ширакському степах зустрічається гюрза.
Найбагатший тваринний світ лісів. У багатьох районах поширені кавказький олень, сарна, кабан, заєць-русак, вивірка перська, а з хижаків — бурий ведмідь, вовк, шакал, рись, лісовий кіт і лисиця. Ліси Грузії славляться великою кількістю і різноманітністю птахів. Звичайні такі види, як зяблик, чорноголова гаїчка, велика синиця, зеленушка, чорний дрізд та ін. З хижих видів птахів, занесених в Червону книгу Грузії, зустрічаються (переважно в заповідниках) бородань, беркут, білоголовий сип, чорний гриф та інші. У деяких місцевостях Колхіди та Кахетії ще можна побачити фазана. З плазунів в лісах Грузії найчисленніші ящірки, болотяні черепахи і змії (вуж, мідянка, кавказька гадюка).

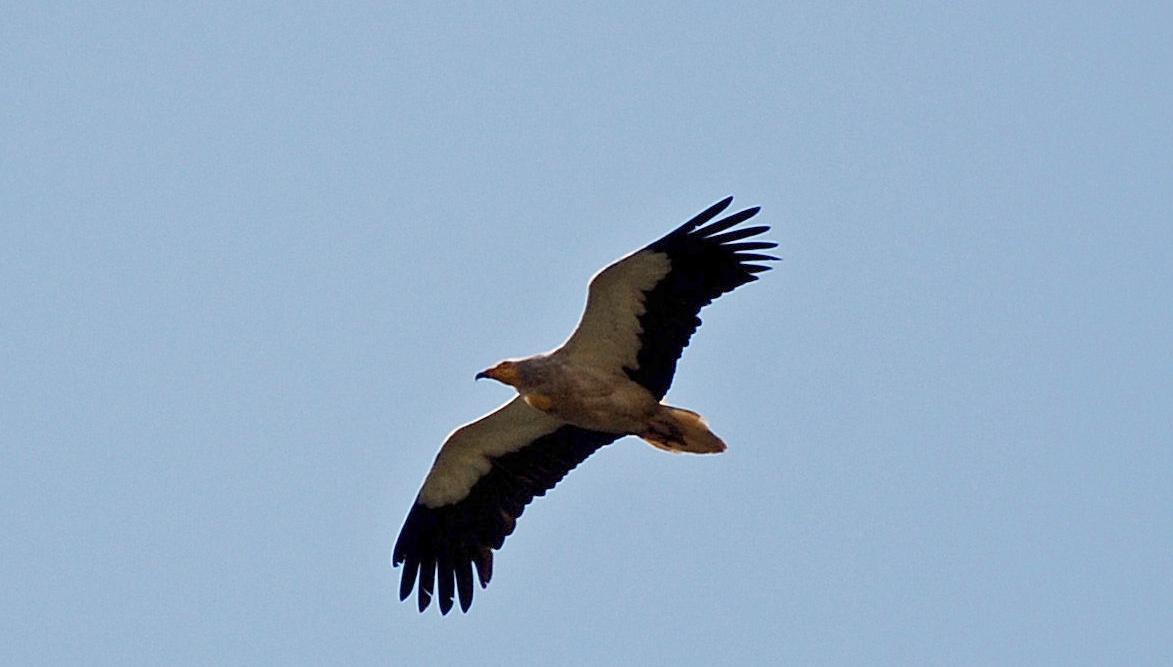
Стерв'ятник над горами Грузії

Високогірна фауна краще збереглася в межах Головного Кавказького хребта. У його західній частині водиться кубанський тур, в східній — дагестанський. Обидва види на зиму спускаються в лісовий пояс. Майже повсюдно поширена козиця, а на сході зустрічається козел безоаровий. З характерних птахів високогір'я можна відзначити кавказького тетерука, кеклика, бороданя.
У гірських річках і озерах водяться форель, вусач, короп та інші

#### Заповідники
У Грузії 15 заповідників, головними з яких є: Лагодехський — з широколистяними лісами, субальпійськими і альпійськими лугами; серед представників фауни — дагестанський тур, козиця, олень, сарна, кабан, ведмідь; Боржомський — з хвойно-широколистяними лісами; Ріцинський — з озером Ріца і темнохвойними лісами. Через Боржомський заповідник прокладений нафтопровід Баку — Тбілісі — Джейхан.

## Історія
Недавня історія: незалежна республіка 1918—1921, в 1921 році в результаті Тифліській операції в республіці була встановлена радянська влада. Входила разом із Вірменією й Азербайджаном в Закавказьку республіку в 1922–1936.
У серпні-вересні 1924 року в республіці відбулось антирадянське, так зване «Серпневе повстання», але воно було придушене силами Червоної армії та ЧК.
Починаючи з 1980-х почався підйом національного руху за незалежність; абхази вимагали відділення від Грузії, почалися безладдя на етнічному ґрунті в 1989. У вересні 1989 Грузія оголосила про політичний і економічний суверенітет. У 1990 Південна Осетія оголосила себе незалежною, що не було прийнято. Правляча Комуністична партія Грузії заявила про вихід із КПРС і про свою автономію. У 1991 Грузія оголосила себе незалежною. У 1992 увійшла до складу ООН, була прийнята в члени Конференції по безпеці і співробітництву в Європі. Колишній міністр закордонних справ СРСР Едуард Шеварнадзе став тимчасовим президентом. В Абхазії продовжуються воєнні дії між грузинськими й абхазькими військами. Продовжуються безладдя в Південній Осетії. Продовжується заперечення та противлення повернення півмільйонного народу турків месхетинців на історичну батьківщину в Месхетію тобто дискримінація за релігійними та етнічними ознаками.

## Адміністративний поділ

Мапа Грузії

Грузія на регіональному рівні складається із двох автономних республік (груз. ავტონომიური რესპუბლიკა), дев'яти регіонів (груз. მხარე, мхаре) та двох міст державного підпорядкування — Тбілісі та Поті. На середньому рівні: 69 районів, на найнижчому рівні: 55 міст, 50 селищ, 842 громад та 165 сіл.
Столицею Грузії є Тбілісі. За офіційними даними (2008) в місті проживає 1 106 500 осіб. Однак через великий дисбаланс доходів в провінціях та столиці, спостерігається значна міграція сільського населення в Тбілісі, за неофіційними підрахунками в місті проживає понад 2 млн мешканців.

### Краї та Автономні республіки
У Грузії в результаті тривалої і поступової реформи, яка розпочалася ще на початку 1990-х років районне ділення країни замінене краєвим. Окрім двох автономних республік Абхазії і Аджарії, утворено 9 країв:
- Самегрело — Верхня Сванетія (центр — Зугдіді);
- Рача-Лечхумі — Нижня Сванетія (Амбролаурі);
- Гурія (Озургеті);
- Імереті (Кутаїсі);
- Самцхе-Джавахеті (Ахалцихе);
- Шида-Картлі[17] (Горі);
- Квемо Картлі (Руставі);
- Мцхета-Мтіанеті (Мцхета);
- Кахеті (Телаві).

### Міста
Всього в Грузії 62 міста, два з яких Тбілісі та Поті, мають статус республіканського підпорядкування.
Станом на 2008 рік за офіційними даними, до найбільш міст належать:
- Тбілісі — 1 106 500 мешканців;
- Кутаїсі — 188 600 (найстаріше місто країни і регіональний центр Західної Грузії);
- Батумі — 122 200 (головний порт і нафтовий термінал Грузії);
- Сухумі — 119 200 (1989);
- Руставі — 117 300;
- Зугдіді — 72 100;
- Горі — 50 400;
- Поті — 47 400;
- Цхінвалі — 42 300 (1989).

## Населення

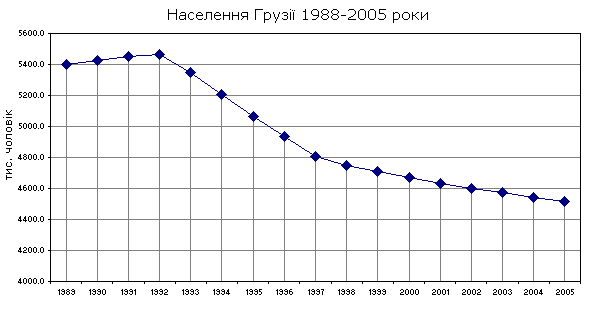
Динаміка зменшення населення Грузії у 1988—2005 роках

### Національний склад
На 1 січня 2009 року чисельність населення становить 4385,4 тисячі осіб, з яких етнічних грузинів 83,8 %, азербайджанців 6,5 %, вірмен 5,7 %, росіян 1,5 %, інших 2,5 % (2007). Грузинська мова поширена серед 71 % населення, російською мовою розмовляють 9 %, вірменською 7 %, азербайджанською 6 %, іншими 7 %.

### Демографія

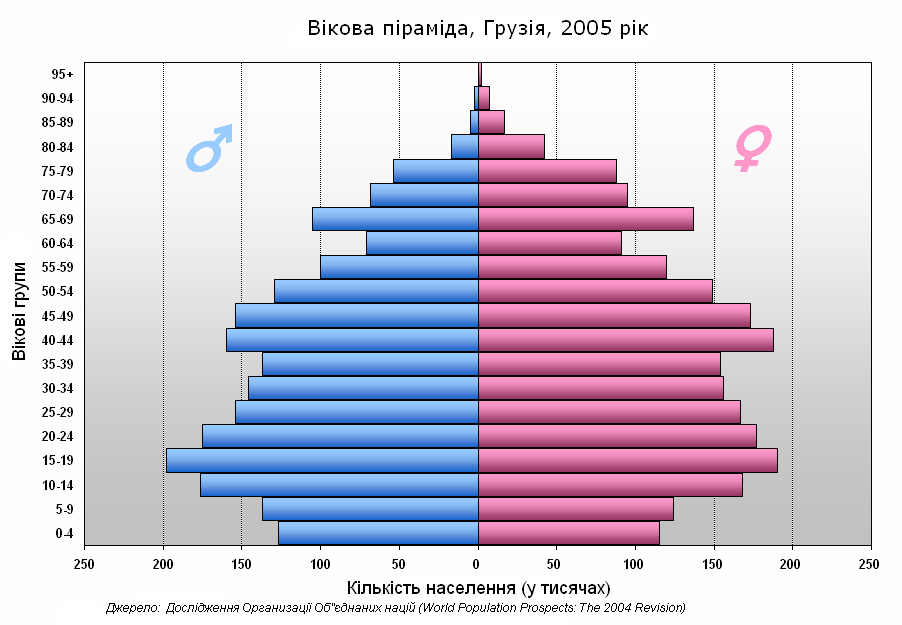
Розподіл населення Грузії по вікових групах

Демографічне становище в Грузії є надзвичайно гострим. Населення Грузії щороку зменшується, в основному за рахунок етнічних грузинів: якщо за офіційними даними населення Грузії в 1989 році становило більше 5,4 мільйона чоловік, у 2007 році населення країни становить близько 4,3 мільйона чоловік.
Зменшується група молодого віку і зростає частка населення пенсійного віку (вище 65 років). Ці процеси особливо проявили себе в після розпаду Радянського Союзу, і найбільше серед етнічних грузинів.
За даними Національного департаменту статистики Грузії у 2006 році 13 % мешканців, це особи у віці 65 років і старше, тоді як на початку 1990-х років таких становило близько 8 %. У той час, за свідченнями The World FactBook, на початок 2009 року, частка населення Грузії старше 65 років склала 16,4 %. При чому, доля жіночого населення країни і цій віковій категорії, на 50 % перевищує чоловічу, 453 110 та 302 103 відповідно.
У порівнянні з 1980 роком народжуваність впала вдвічі — 2005 року народилися 46 тисяч дітей.
За офіційними даними найбільша кількість дітей — 104 000, народилося в 1961 році. У 1960—1990 роках щорічно в середньому народжувалися 93 000 дітей.

### Мови
Державною мовою Грузії є Грузинська мова, вона належить до картвельської групи іберійсько-кавказьких мов, в яку входять також мегрельська, сванська та лазська мови, має унікальний алфавіт, що використовується з найдавніших часів, він налічує 33 літери (5 голосних і 28 приголосних). Понад 98 % етнічних грузинів вважають грузинську мову рідною. Вона широко використовується в економічному, політичному і культурному житті країни. Згідно з Конституцією Грузії в Абхазькій автономії офіційною мовою також є абхазька.

### Релігії

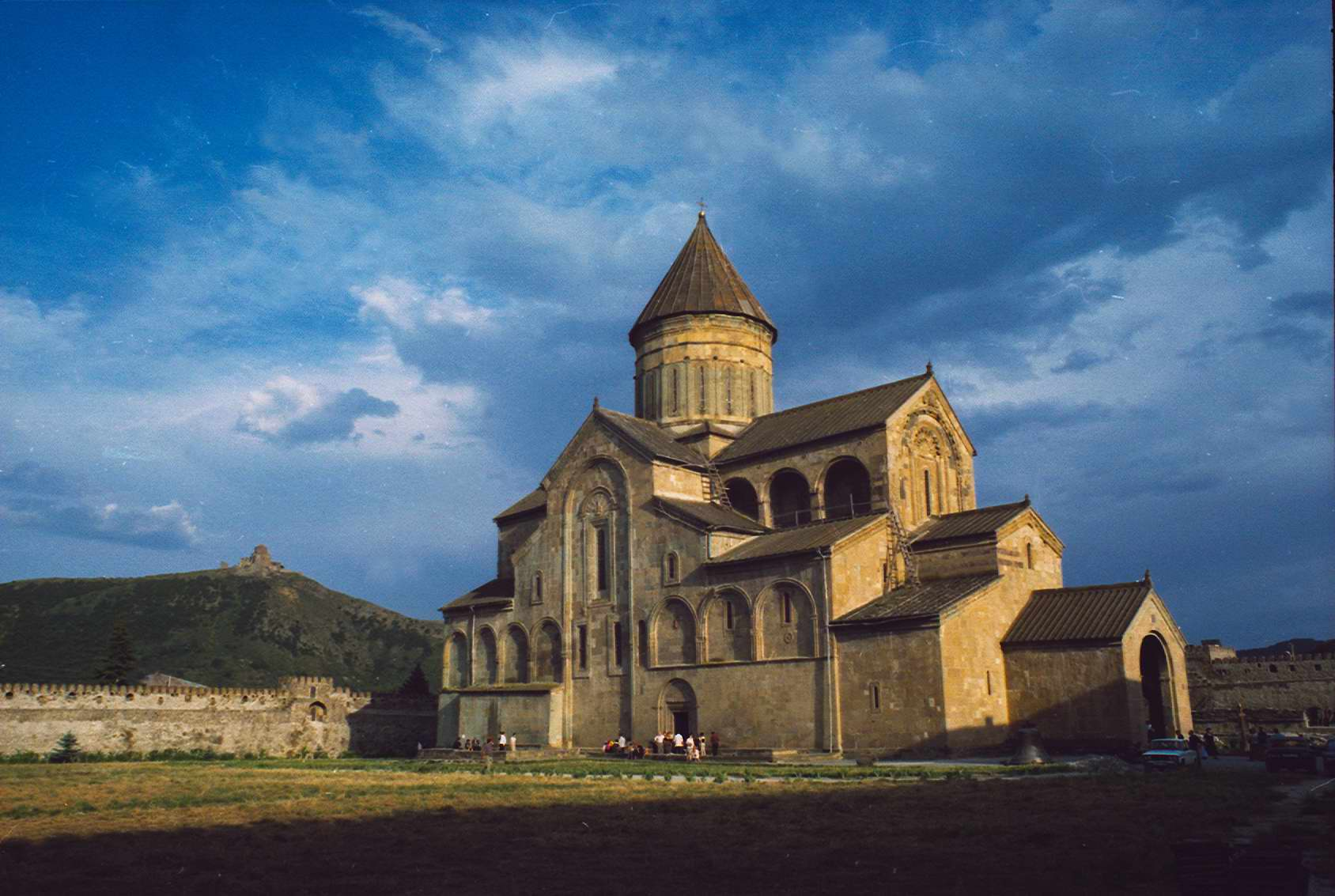
Кафедральний патріарший храм Грузинської православної церкви у Мцхеті

Більшість етнічних грузинів належить до грузинської православної церкви, гілки православного християнства. Східну Грузію у 330 р. н. е. навернула до християнства свята Ніно з Каппадокії, після чого вона стала другою (після Вірменії) державою, яка прийняла християнство як офіційну релігію. Грузинська православна церква тривалий час залишалася незалежною, але в 1811 р. її було включено до складу російської православної церкви. Статус автокефалії повернула в 1917 р.
У Грузії є невелика кількість католиків, відносно багато грузинів-мусульман в Аджарії та уздовж південного кордону країни. Абхази — переважно мусульмани-суніти, але є і православні. Азербайджанці мусульмани-шиїти, ассирійці — католики/православні і курди — мусульмани-суніти. Більшість осетинів — православні. Вірмени, греки і росіяни мають власні православні церкви. Для Грузії характерна релігійна терпимість. У Тбілісі є багато храмів, включаючи синагоги і мечеть.

## Політична система
Грузія — унітарна парламентська республіка з трьома гілками влади: законодавчою, виконавчою та судовою.

### Інститут президента

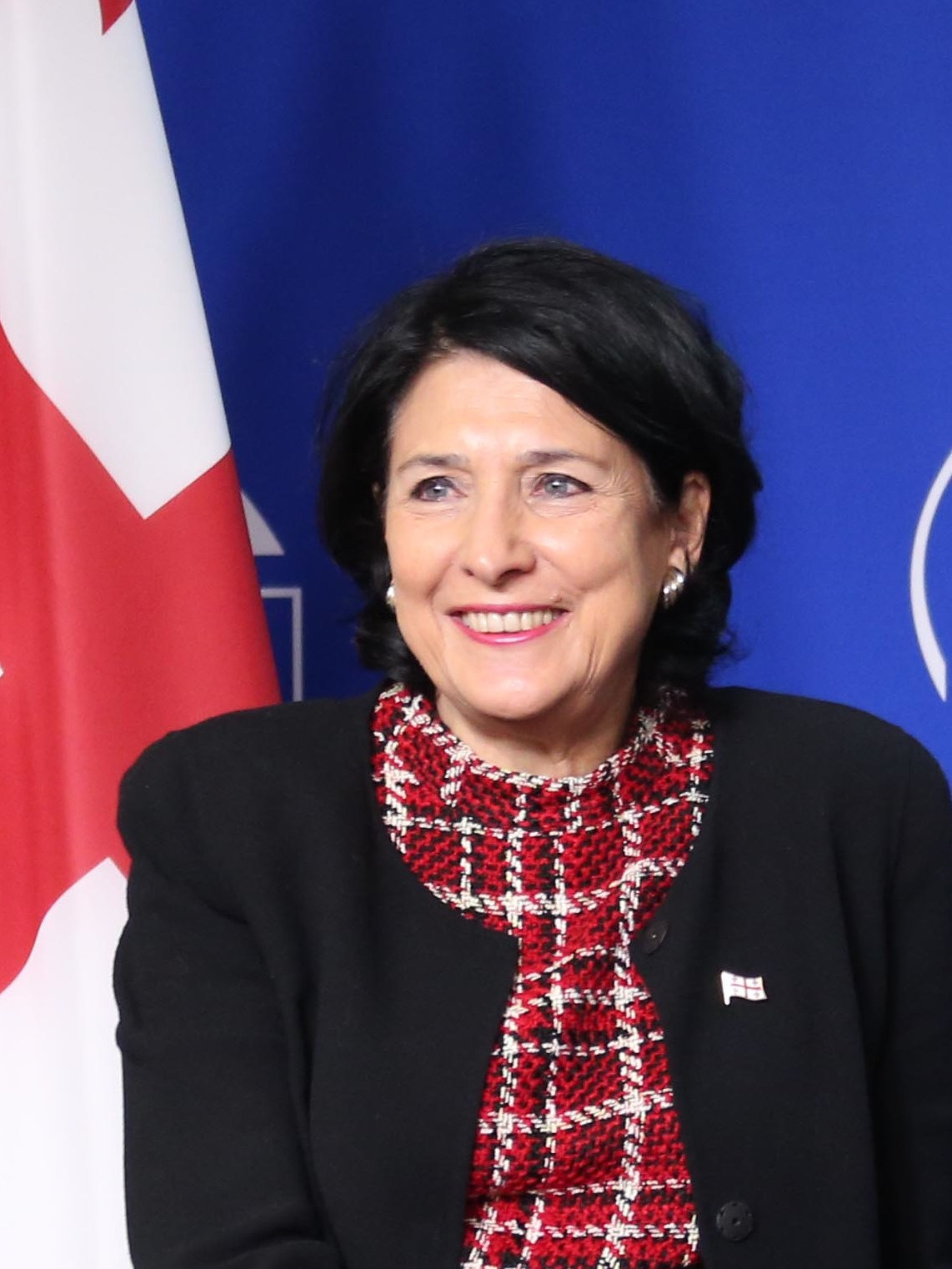
Саломе Зурабішвілі, 5-й Президент Грузії

Президент є главою держави, має прерогативу у визначенні напрямків внутрішньої та зовнішньої політики держави, а також у сфері оборони та безпеки. Обирається шляхом всенародного голосування строком на 5 років. Одна і та ж особа може бути обрана президентом не більше двох разів поспіль.
5-й Президент Грузії — Саломе Зурабішвілі (з 16 грудня 2018 р.) Зурабішвілі здобула перемогу в другому турі з результатом 59,56 %. Перша в історії країни жінка-президент.
4-й Президент Грузії — Георгій Маргвелашвілі (з 17 листопада 2013 р. до 16 грудня 2018 р.). Відсоток отриманих голосів — 62,12 % у першому ж турі.

### Законодавча влада
Однопалатний парламент у складі 150 депутатів (по 77 за пропорційною і 73 за мажоритарною системами). Останні вибори — 1 жовтня 2012 року. Депутати представляють 2 політичні фракції:
- провладна партія «Грузинська мрія — Демократична Грузія»,
- Єдиний національний рух, Спікер Парламенту — Іраклі Кобахідзе.

### Виконавча влада
Уряд Грузії — Прем'єр-міністр Грузії, який є безпосереднім керівником для міністерств уряду.
Уряд на чолі з прем'єр-міністром. Прем'єр є керівником всіх інших міністерств.
Президентом визначається кандидатура на пост прем'єр-міністра, який за погодженням з президентом формує список кандидатів до складу уряду. Склад уряду подається президентом до парламенту на затвердження.
Чинний Уряд Грузії сформовано в грудні-січні 2015—2016 років.
Прем'єр-міністр Грузії — Георгій Квірікашвілі (з 30 грудня 2015 року), колишній Міністр закордонних справ країни. Він став третім очільником уряду після Бідзіни Іванішвілі й Іраклі Гарібашвілі відтоді як коаліція Грузинська мрія очолила владу наприкінці жовтня 2012 року.
Міністр закордонних справ Грузії — Міхеіл Джанелідзе.

### Судова влада
Судова влада: Конституційний суд, Верховний суд та місцеві суди (міські, районні).
Судді Конституційного суду призначаються на паритетних засадах, по 3 члени за квотами Президента, Парламенту та Верховного суду.
Судді Верховного суду призначаються парламентом за квотою президента та голови Верховного суду.
Інші судді обираються Парламентом.

### Партії
Провладна партія: Грузинська мрія — Демократична Грузія (лідер партії — Бідзіна Іванішвілі).

### Зовнішня політика

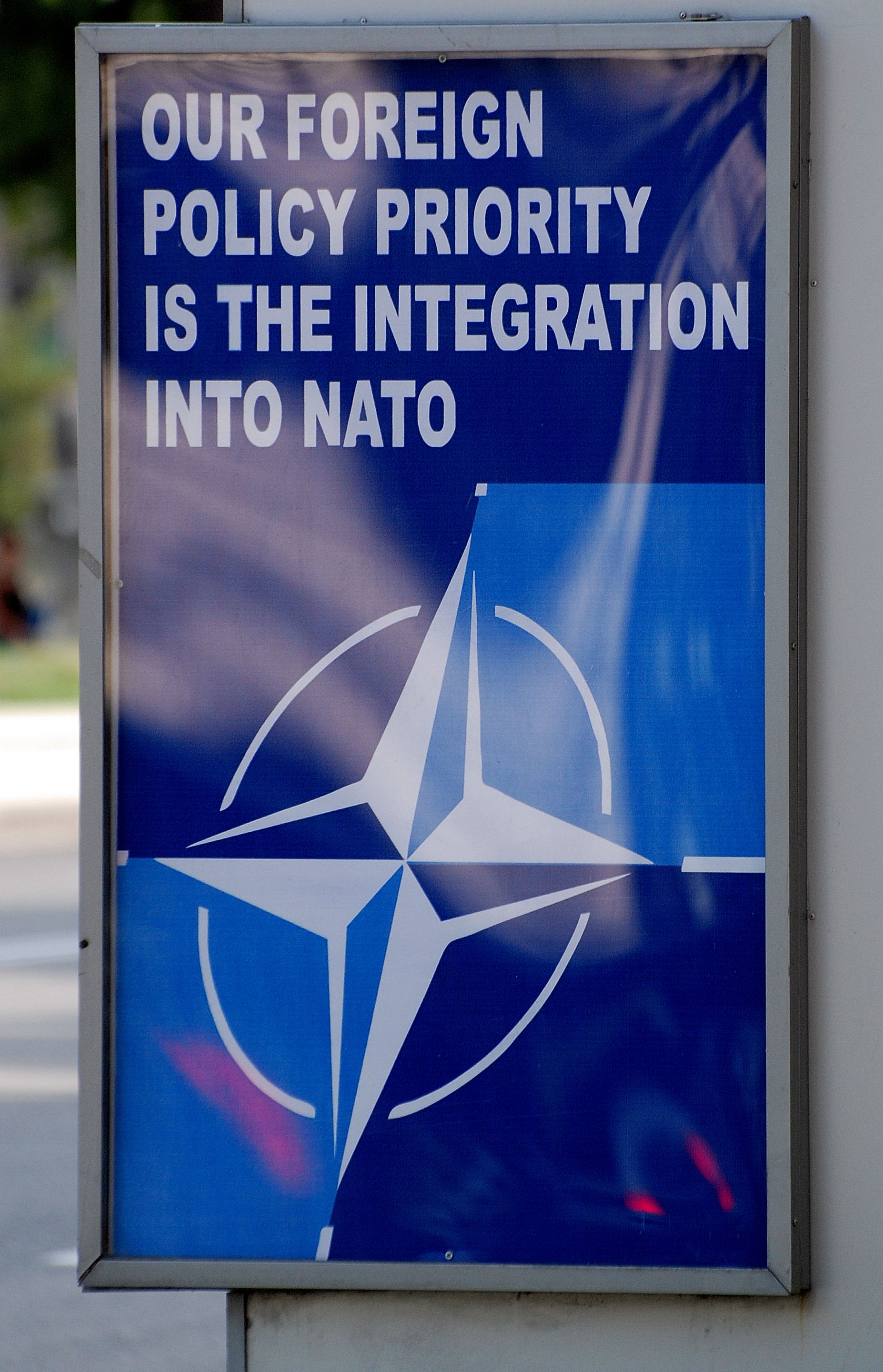
Пронатовський постер у Тбілісі.

Грузія підтримує добрі стосунки зі своїми безпосередніми сусідами — Вірменією, Азербайджаном, Туреччиною, є членом Організації Об'єднаних Націй, Ради Європи, Світової організації торгівлі, Організації Чорноморського Економічного Співробітництва, Організації з безпеки і співробітництва в Європі, Спільноти демократичного вибору, ГУАМ і Азійського банку розвитку. Грузія також підтримує політичні, економічні та військові відносини з Японією, Уругваєм, Південною Кореєю, Ізраїлем, Шрі-Ланкою, Україною та іншим країнами.
Зростаючий вплив США та Європейського союзу в Грузії пояснюються, зокрема пропозиціями та перспективами вступу до ЄС та НАТО, військовою програмою з допомоги та будівництва Баку-Тбілісі-Джейхан, часто напруженими відносинами Тбілісі з Москвою. Рішення Грузії, щоб підвищити свою присутність в коаліційних силах в Іраку, є важливою ініціативою.
Грузія наполегливо працює над тим, щоб стати повноправним членом НАТО. У серпні 2004 р. Плану дій індивідуального партнерства Грузії був представлений офіційно в НАТО. 29 жовтня 2004-го Північноатлантична рада НАТО схвалила індивідуальний план дій партнерства для (IPAP) Грузії, і вона перейшла на другий етап євроатлантичної інтеграції. У 2005 р. за рішенням президента Грузії, була створена державна комісія для реалізації Індивідуального плану дій, яка являє собою міжвідомчу групу на чолі з прем'єр-міністром. Комісії було доручено координувати і контролювати реалізацію Плану дій з індивідуального партнерства.
Грузія активно працює з багатьма міжнародними організаціями. У 1999 р. стала повноправним членом Ради Європи і СОТ. Грузія була ініціатором розширення ГУУАМ (за рахунок Узбекистану). Вона тісно співпрацює з ООН та ОБСЄ, активно розвиває стосунки з НАТО. Грузія була членом СНД, але 17 серпня 2009 року добровільно вийшла з нього.
У 2012 році головним опонентом Саакашвілі став лідер партії «Грузинська мрія» і найбагатша людина Грузії — мільярдер Іванішвілі, який мав великі статки в Росії. Він переміг свого суперника Міхеїла Саакашвілі, але його перебування на посаді прем'єр-міністра тривало лише рік, перш ніж він оголосив, що йде з політики. Однак оглядачі кажуть, що Іванішвілі пішов лише для того, щоби, перебуваючи на задньому плані, продовжувати мати сильний вплив на грузинську політику. З моменту приходу до влади в 2012 році уряд «Грузинської мрії» завжди офіційно виступав за приєднання до ЄС і НАТО. Однак опозиція звинувачує цю силу в приховуванні своєї проросійської позиції.
9 червня 2022 року Європейський парламент затвердив резолюцію із закликом запровадити персональні санкції проти головного грузинського олігарха Бідзіни Іванішвілі. «Щоб підтримати європейський шлях Грузії, важливо запровадити санкції проти олігарха Бідзини Іванішвілі за його деструктивну роль у грузинській політиці та економіці. Ми, як друзі Грузії, не залишатимемося осторонь, коли ЗМІ в Грузії слабшають, а демократія відступає», — заявила під час дебатів депутатка Європарламенту Міріам Лексманн.
21 червня 2019 року Іраклій Кобахідзе пішов у відставку після того, як грузинські поліціянти жорстоко розігнали акції протесту в центрі Тбілісі в ніч проти 20 червня. Масові протести розпочалися вдень 20 червня 2019 року біля будівлі грузинського парламенту після того, як депутат Держдуми РФ, російський комуніст Сергій Гаврилов на засіданні Міжпарламентської асамблеї православ'я вирішив вести засідання з крісла спікера грузинського парламенту. З початку російського повномасштабного вторгнення в Україну, Грузинська влада поширювала російську дезінформацію.
Наприкінці листопада 2024 року, за повідомленням Ехо Кавказу, Грузія відмовилася від переговорів щодо вступу в Європейський Союз до 2028 року, — про це заявив прем'єр-міністр Грузії Іраклі Кобахідзе. Як наслідок, за повідомленням Держдепу, США призупинили стратегічне партнерство з Грузією.

#### Відносини з Україною
Під час російського вторгнення в Україну представники проросійської партії «Грузинська мрія» неодноразово поширювали російську пропаганду на дезінформацію. У березні 2023 року премʼєр-міністр Іраклі Кобахідзе назвав російське вторгнення в Україні наслідком Майдану. У травні 2024 року в розмові Іраклі провів паралель між Революцією Гідності і протестами в Грузії, назвавши зміну влади в Україні у 2014 році зовнішнім впливом. Навесні 2024 року Бідзіна Іванішвілі звинуватив «партію глобальної війни», яку підтримує Захід, у втручанні в справи Грузії та у спричиненні конфлікту з Росією.

### Внутрішня політика
Після розпаду СРСР Грузія успадкувала проблеми з внутрішніми автономіями. В останні роки свого існування московська комуністична верхівка заохочувала сепаратистські настрої в автономіях союзних республік, і підтримувала оформлення квазідержавних установ за прямої участі російських військових і спецслужбових кадрів, що протистояли республіканському центру.
У 1992—1993 роках напруга переросла в збройне протистояння. За участі російських найманців і російської зброї в протистоянні Грузія втратила контроль над більшою частиною Абхазії та Південної Осетії, грузинські державні установи на цих територіях були згорнуті, а сепаратистські режими заохочували прийняття громадянами російського громадянства. 
З листопада 2003 по січень 2004 у країні відбулася Трояндова революція, в ході якої були проведені президентські вибори, перемогу на яких здобув Михайло Саакашвілі, який провів реформи та переорієнтував країну на інтеграцію з заходом.
До 2008 конфлікти тут перебували в замороженій стадії. У серпні 2008 Грузія за допомогою збройних сил спробувала відновити свій суверенітет над непідконтрольною частиною Південної Осетії, але у відповідь отримала повноцінне вторгнення російських військ 58-ї армії і приданих формувань авіації і флоту на свою територію. 26 серпня 2008 Росія одноосібно визнала незалежність Абхазії та Південної Осетії.
Після 2012 року до влади у Грузії прийшла проросійська партія «Грузинська мрія», яка поступово почала згортати реформи і перетворювати Грузію у авторитарний проросійський режим. 
З 7 березня 2023 року у Грузії почалися протести внаслідок підтримки парламентом закону про іноземних агентів, аналогічного відповідному закону Росії. Через прийняття закону процес інтеграції Грузії до Євросоюзу було практично припинено. Нові протести спалахнули протести після заяви прем'єра країни Іраклія Кобахідзе про відкладення до кінця 2028 року переговорів щодо вступу Грузії до ЄС.
Після двох заяв про вихід із політики (у 2012 та 2021), у грудні 2023 року Іванішвілі заявив про повернення в політику. Його вважають одним із відповідальних за спроби розвороту Грузії в сторону РФ, зокрема його вважають справжнім автором закону про «іноземний вплив».
Того ж року були проведені сфальсифіковані парламентські вибори, у ході яких правляча партія отримала більшість, а згодом правлячі депутати парламенту Грузії позбавив мандатів майже всіх опозиційних депутатів за участь у протестах. У грудні 2024 року відбулася інавгурація шостого президента Михайла Кавелашвілі, який вперше в історії незалежної Грузії був обраний не прямим голосуванням, а виборчою колегією, проходила у будівлі парламенту. Легітимність нового президенту не був визнана більшістю демократичних країн а також грузинською опозицією.

## Збройні сили
Збройні сили Грузії складені з Наземних військ, ВПС, ППО, ВМС і Національної гвардії і нараховують 33000 осіб. За угодою про партнерство з НАТО чисельність збройних сил не може перевищувати 25 тис. осіб. Мобілізаційний резерв — близько 100 тис. У 2007 році підготовлені резервісти зможуть скласти до 20 батальйонів.
Наземні війська
Чисельність 12,5 тис. (до 16,5 тис.).
- 205 танків (40 — Т-55, Т-54 і 165 — Т-72)
- 230 ББМ (40 — БМП-1, 55 — БМП-2, 11 — БРДМ-1, 37 — БТР-70 і 33 — БТР-80, 50 — МТЛБ)
- 373 одиниці артилерії: 3 — 152-мм гармати «Гіацинт-Б», 11 — 152-мм гаубиць «Мста-Б», 67 — 122-мм гаубиць Д-30, 62 — САУ (1 — 203-мм САУ «Піон», 1 — 152-мм САУ «Мста-С», 12 чеських 152-мм САУ «Дана», 13 — 152-мм САУ «Акація», 35 — 122-мм САУ «Гвоздика»), 21 — РСЗВ БМ-21 «Град», 6 — РСЗВ RM-70, 2 — РСЗВ «Ураган». міномети, СПГ, ПТРК «Малютка», «ФАГОТ», «Конкурс».

ВПС і ППО (2 тис. осіб): 58-74 літака, вертольоти, 40 ЗРК, 2 РЛС.
ВМС (3,1 тис. осіб). Головна база в Поті. База в Батумі. 2 ракетних катери, 2 артилерійських катери, 6 сторожових катерів, 1 патрульний катер, десантні катери.
Поліція — 23 тис. осіб. Державна охорона — 3300 осіб.

### Військове співробітництво
Щорічний середній розмір американської військової допомоги становив близько 35 млн дол. Надається допомога у навчанні і дарування зброї. У 2004 році американські інструктори були помічені у зоні військових дій у Осетії.
У 2005 році розпочалося військове співробітництво України з Грузією. Почалася підготовка грузинських офіцерів у військових ВНЗ України, створення танкоремонтного заводу у Грузії, модернізація військової техніки на українських підприємствах і постачання зброї: комплекси РЛС 36Д6М, зенітні ракетні комплекси (ЗРК) Оса й Бук, ракети класу «земля-повітря», стрілецька зброя, САУ, вертольоти Мі-8 й Мі-24, 40 танків Т-72, бронетранспортери БТР-80, бойові машини піхоти БМП-2, літаки Су-27. За деякими даними[джерело?] поставки української зброї оплачують США.

## Економіка

Нічний Батумі

Грузія — промислово-аграрна країна, що розвивається. Основні галузі промисловості: сталеплавильна, авіаційна, машинобудівна, електромоторна, текстильна, хімічна, винна. Тр-т: залізничний, автомобільний, морський, трубопровідний. Гол. морські порти: Батумі, Поті. Головний аеропорт країни — Тбілісі. Завдяки географічному положенню між Європейською Росією і Азією територія Грузії має важливе транзитне значення, особливо для виходу сусідніх Азербайджану і Вірменії до Чорного моря.

Середня заробітна плата у Грузії, (долл. США):
Едуард Шеварнадзе - $60 (2003 р.)
Михайло Саакашвілі - $400 (3 кв. 2011 р.)

За даними [Index of Economic Freedom, The Heritage Foundation, U.S.A. 2001]: ВВП — $ 3,8 млрд. Темп зростання ВВП — 2,9 %. ВВП на душу населення — $703. Прямі закордонні інвестиції — $ 152,5 млн. Імпорт — $ 1,6 млрд (г.ч. країни ЄС — 28,4 %; Росія — 20,0 %; Азербайджан — 12,3 %; Туреччина — 11,9 %; США — 7,4 %). Експорт — $ 799 млн (г.ч. Росія — 28,4 %; країни ЄС — 18,8 %; Туреччина — 12,6 %; Азербайджан — 9,6 %; Вірменія — 9,5 %).

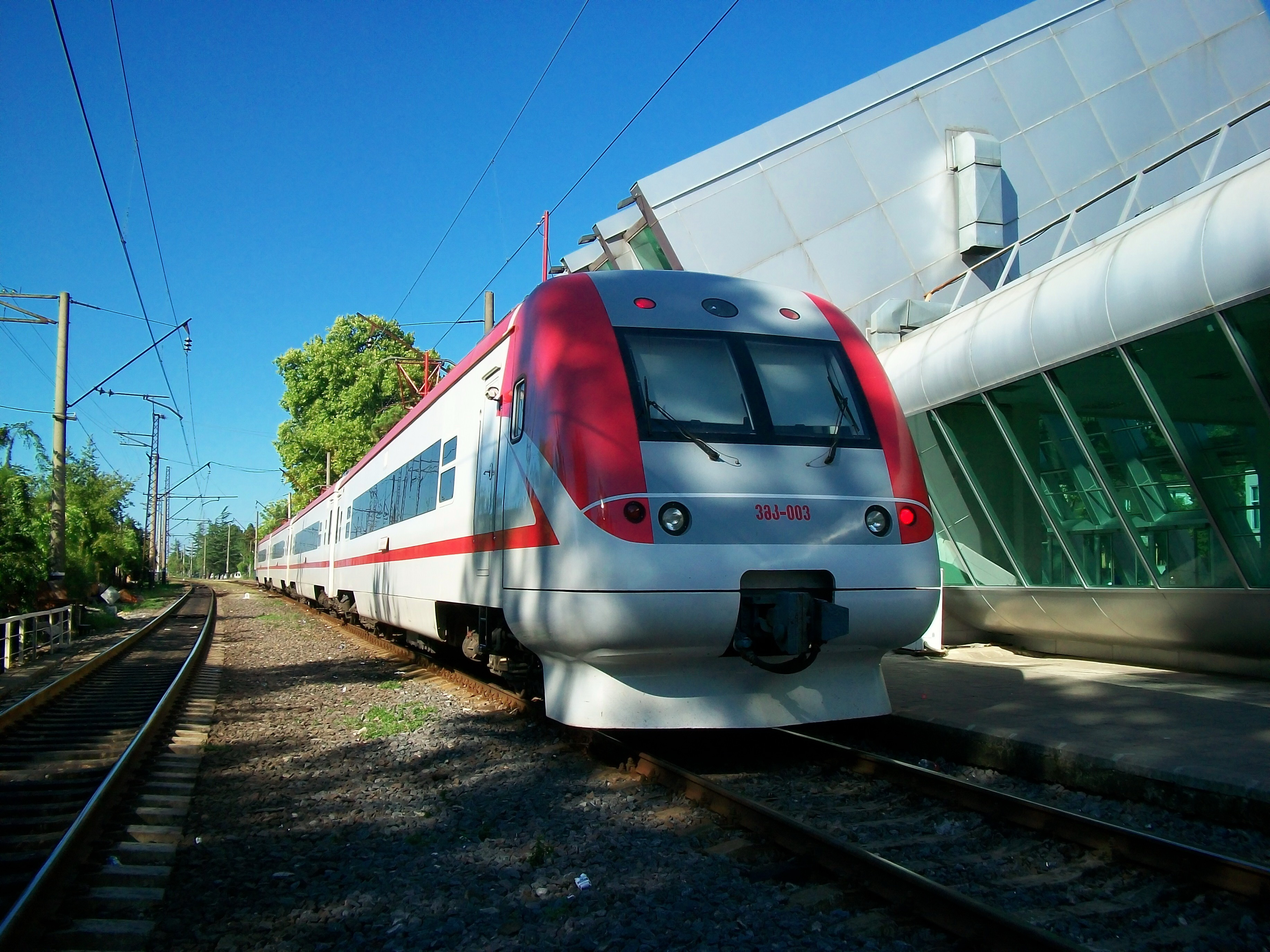
Грузинська залізниця

Протягом 2003—2011 економіка Грузії щорічно зростала на 4-12 %, станом на 2010 рік ВВП Грузії сягнув 22,44 млрд дол. США. У 2011 році економіка країни зросла на 6,5 %, згідно з рейтингом Doing Business це третій результат у світі. Зовнішньоекономічна діяльність Грузії переорієнтувалась на країни Європи, та середньої Азії. Так в 2009 році, географічна структура експорту Грузії була наступною: Туреччина 19,9 %, Азербайджан 14,6 %, Канада 10,3 %, Вірменія 7,8 %, Україна 7,3 %, Болгарія 7,2 %. Імпорт: Туреччина 17,9 %, Україна 9,5 %, Азербайджан 8,6 %, Німеччина 6,8 %, Росія 6,6 %, США 5,1 %.
Гідроенергетичний потенціал Грузії оцінюється у 88,5 млрд КВт/год за рік і перевищує сумарний гідроенергетичний потенціал Великої Британії, Швейцарії та Німеччини. На початку XXI ст. використовується менше 10 % цього потенціалу і виробляється майже 50 % всієї електроенергії в країні. В Грузії діють 72 електростанції, 64 з яких — ГЕС. Вони задовольняють 3/4 попиту на електроенергію.
На 2006 рік обсяг державного зовнішнього боргу і взятих під державні гарантії кредитів становив 1 млрд 688 млн доларів США. Грузія заборгувала 15 країнам 497 млн 918 тис. доларів.
Країна посіла дев'яте місце в рейтингу Світового банку «Doing Business» за 2013 рік. Найбільший банк країни — TBC Bank.

### Промисловість
Промисловість Грузії формує 25,9 % ВВП країни (2009 р.). У структурі промислового виробництва найбільшу питому вагу займають переробна промисловість — 60-70 %, на частку виробництва і розподілу електроенергії, газо- і водопостачання доводилося 20-25 %, на видобувну промисловість — 5-7 %.
Провідними галузями промисловості Грузії є: харчова (виробництво чаю, вин і коньяків, тютюнових виробів, ефіроолійних культур, овочевих і фруктових консервів, мінеральних вод, лісових горіхів), легка (шовкова, вовняна, бавовняна, взуття, трикотаж, швейне виробництво), машинобудування (виробництво електровозів, автомобілів, верстатів. Центри машинобудування: Тбілісі, Кутаїсі, Батумі), чорна металургія (металургійний комбінат в Руставі, Зестафонський завод феросплавів, комбінат Чіатурмарганець), кольорова металургія (Маднеульскій комбінат), хімічна (виробництво азотних добрив, хімволокна, фарб, побутової хімії. Центр: Руставі).
Електрогенерація представлена тепловими та гідроелектростанціями. Найбільша гідроелектростанція знаходиться в місті Джварі, на річці Інгурі. А на річці Арагві (притока річки Кура) знаходиться Жинвальська ГЕС, яка виробляє електроенергію, виконує важливу функцію водопостачання міста Тбілісі.
Видобувна промисловість представлена мінерально-ресурсним комплексом, потенціал якого представлено 450 родовищами корисних копалин 27 видів, основними з яких є: високоякісні марганцеві руди (Чіатура, запаси — 200 млн т, щорічний видобуток — до 6 млн т), кам'яне вугілля (Ткібулі і на території Абхазії — Ткварчелі; запаси — 400 млн т), мідні руди (Маднеулі, запаси — 250 тис. т), нафта (Самгорі, Патердзеулі, Ніноцмінда, промислові запаси — 30 млн т).
Грузія має значні запаси будівельних матеріалів: бентонітової глини (17 млн т), доломіту, вапняку (200 млн т), глини для виробництва цементу (75 млн т) і цегли (47 млн м3), гіпсу, тальку, формувального піску.
У 2010 р. обсяг промислового виробництва порівняно з 2009 р. виріс на 27,7 % і склав 2920 млн дол. США.

### Сільське господарство

Субтропічне господарство (виноград, фрукти, цитрусові, чай, ефірноолійні)
Богарне землеробство (пшениця, кукурудза, овочі, фрукти. М'ясно-молочне тваринництво)
Пасовищне тваринництво гірських районів
Пасовищне тваринництво м'ясного напрямку (вівці, велика рогата худоба)

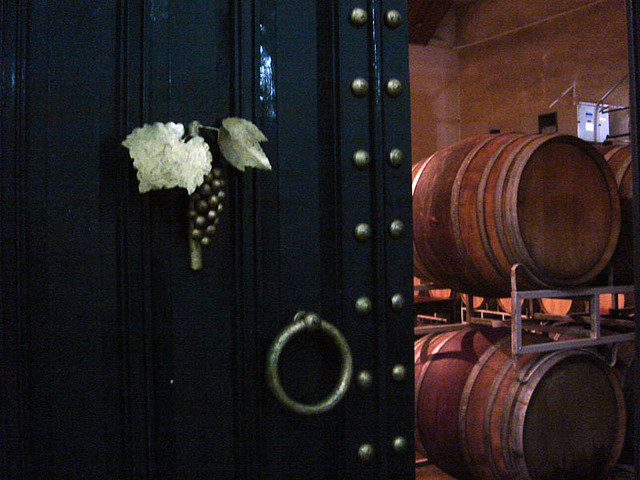
Виробництво вина у країні завжди було важливою складовою економіки

Сільське господарство Грузії становить 12,1 % (2009 р.)валового внутрішнього продукту країни. Оброблювані землі займають близько 20—30 % території Грузії. Вертикальна поясність, притаманна гірським країнам, впливає на спеціалізацію сільського господарства Грузії — природні умови вологих субтропіків сприяли розвитку в країні унікального для всього регіону субтропічного типу АПК яке має своєрідну й багатогалузеву структуру. Рослинництво спеціалізується на вирощуванні винограду, баштанних культур, фруктів та овочів на низовинах та в передгір'ях. На основі їх переробки розвивається виноробна та коньячна промисловість, виробництво плодоовочевих консервів.
Вирощування тютюну на схилах Кавказьких гір лежить в основі тютюново-ферментаційної промисловості. Важливою галуззю спеціалізації є субтропічне господарство, на базі якого розвиваються чайна та ефіроолійна промисловість, вирощування та переробка цитрусових та інших субтропічних культур.
Головні зернові культури — озима пшениця і кукурудза. Пшеницю вирощують у Східній, кукурудзу — у Західній Грузії. Гірські території спеціалізуються на тваринництві. Головні галузі тваринництва — скотарство, вівчарство (гірські і східні райони), свинарство (західні райони Грузії). Розвинуте птахівництво. Розвиток тваринництва ускладнюється такими чинниками як висока щільність тварин на землі, низький рівень механізації і практики відгінного вівчарства.

## Спорт

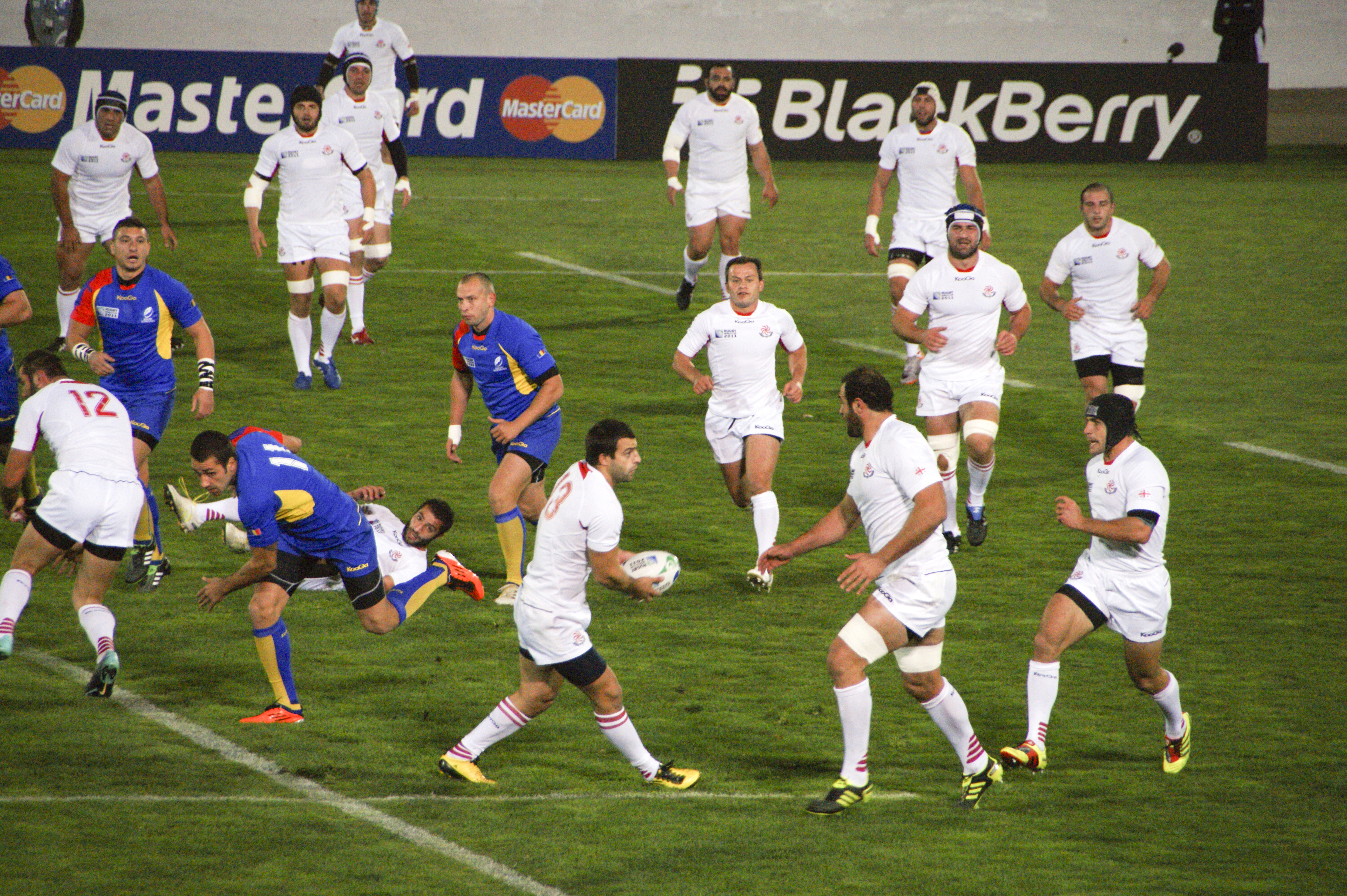
Грузія та Румунія на КСР 2011.

Серед найпопулярніших видів спорту в Грузії є футбол, баскетбол, регбі, боротьба і важка атлетика. Історично склалося, що Грузія славилася своїм фізичним вихованням; відомо, що в Римі були зачаровані фізичними якостями грузин, побачивши методи навчання древної Іберії. Боротьба залишається історично важливим видом спорту Грузії, і деякі історики вважають, що греко-римський стиль боротьби містить багато грузинських елементів.
У Грузії одним із найпопулярніших стилів боротьби є кахетинський стиль. Існували ряд інших стилів в минулому, які не так широко використовуються і сьогодні. Наприклад, регіон Грузії Хевсуреті має три різні стилі боротьби. Іншими популярними видами спорту в XIX ст. у Грузії були поло і Лело, традиційна грузинська гра, пізніше замінена регбі.
Футбольний клуб Динамо Тбілісі у 1981 році здобув Кубок кубків УЄФА.
Гоночна траса «Руставі» розташована за 20 км по прямій від столиці Грузії міста Тбілісі. Названа по імені найближчого населеного пункту — міста Руставі. У 2011—2012 рр. повністю реконструйована за стандартами Категорії 2 FIA і стала першим професійним автодромом, побудованим в регіоні Закавказзя. У церемонії відкриття оновленої траси, яка відбулася 29 квітня 2012 року, взяв участь президент Грузії Михеіл Саакашвілі за кермом боліда класу Формула-3.